# بانمنجوم
بان مون جوم، الواقعة في جوسان-ري، غون نيه-ميون، باجو-سي، غيونغ غي-دو، كوريا الجنوبية، ومقاطعة هوانغهاي، كوريا الشمالية وتسمى أيضًا قرية الهدنة، هي قرية مهجورة على الحدود بين كوريا الشمالية وكوريا الجنوبية، حيث وُقع اتفاق الهدنة الكورية في 1953، والذي وضع نهاية للحرب الكورية. لا يزال المبنى الذي وُقع الاتفاق فيه قائمًا، ويقع هذا المبنى إلى الشمال من خط الترسيم العسكري الذي يتوسط المنطقة منزوعة السلاح.
يُستخدم اسم القرية كناية عن منطقة الأمن المشترك القريبة، حيث لا تزال المحادثات بين السلطات الشمالية والجنوبية تجري في البنايات الزرقاء الواقعة على خط الترسيم العسكري. وهي بهذا تعد إحدى بقايا الحرب الباردة. يقع في القرية مكتب يضم خط الصليب الأحمر الذي يسمى الخط الساخن بين الكوريتين، جرى إنشاؤه في 1971. والذي أعيد فتحه في 3 يناير 2018 بعد إغلاقه من جانب كوريا الشمالية بعد وقف العمل في مجمع كايسونغ الصناعي في فبراير 2016.

## اتفاق الهدنة
التقت قوات الأمم المتحدة بالمسؤولين الكوريين الشماليين والصينيين في بان مون جوم من 1951 إلى 1953 من أجل محادثات الهدنة. واستمرت المحادثات عدة شهور. وكانت نقطة الخلاف الرئيسية في المحادثات هي مسألة أسرى الحرب. وكذلك، كانت كوريا الجنوبية عنيدة في مطالبتها بدولة موحدة. وفي 8 يونيو، 1953، جرى التوصل لاتفاق حول مسألة أسرى الحرب.
كان هناك عدد من أسرى الحرب الذين رفضوا العودة إلى أوطانهم، وسُمح لهؤلاء بالعيش تحت رعاية لجنة الدول المحايدة للعودة إلى الوطن لثلاثة أشهر. وبعد هذه المدة، الأسرى الذين ما زالوا يرفضون العودة سيطلق سراحهم. من بين من رفضوا العودة، كان هناك 22 أسير حرب أمريكي وبريطاني، اختاروا جميعًا الانشقاق إلى جمهورية الصين الشعبية فيما عدا اثنين منهم.
جرى التوصل إلى اتفاق نهائي في 27 يوليو، 1953. إذ اتفقت قيادة الأمم المتحدة وجيش التحرير الشعبي الصيني وجيش الشعب الكوري الشمالي على هدنة أنهت القتال. كان في مقتضى الاتفاق إنشاء منطقة منزوعة السلاح وسعها 4 كم على طول خط الهدنة، وهو ما قسم كوريا في الواقع إلى بلدين منفصلين. ومع أنه كان من المقرر نقل معظم القوات والأسلحة الثقيلة خارج المنطقة، إلا أن المنطقة ظلت مدججة بالسلاح بواسطة الطرفين منذ انتهاء القتال.